# Abd al-Rahman al-Milad
Abd al-Rahman Salem Ibrahim al-Milad, riportato anche come Abdurahmans Salem Ibrahim Milad e noto con lo pseudonimo di al-Bija (in arabo البيدجا‎?) (Zawiya o Tripoli, 27 luglio 1986 o 1989 – Gianzur, 31 agosto 2024), è stato un militare e criminale libico.

## Biografia
Sarebbe nato a Zawiya o a Tripoli nel 1986 o nel 1989. Nel 2009 è cadetto in un'accademia navale e allo scoppio della prima guerra civile si schierò nelle file dei ribelli; durante gli scontri avrebbe perso un fratello e sarebbe stato ferito nove volte, subendo l'amputazione del dito indice e medio della mano destra a causa di una granata. Tra il 2012 e il 2015 ha vissuto in Germania.
Tornato in patria fu messo a capo del porto di Zawiya, sotto il controllo della brigata al Nasr di Mohamed Kachlaf, e successivamente a capo della neocostituita Guardia costiera libica di Zawiya, che nell'ambito dell'operazione Sophia avrebbe ricevuto finanziamenti ed equipaggiamento da Italia ed Unione europea. In questo ruolo è stato accusato di aver collaborato al traffico di esseri umani e alla tortura di migranti in partenza dalla Libia. Per questo motivo è stato inserito nella lista delle persone sottoposte a sanzioni da parte delle Nazioni Unite in base alla Risoluzione 1970.
Secondo quanto ricostruito da un'inchiesta del quotidiano Avvenire firmata da Nello Scavo al-Milad nel 2017 avrebbe preso parte ad un incontro segreto al CARA di Mineo con una delegazione del Ministero dell'interno italiano. Scavo è stato successivamente posto sotto la tutela della Polizia di Stato per le minacce ricevute in relazione all'inchiesta. La presenza a diversi incontri sul suolo italiano è stata confermata dal diretto interessato in un'intervista rilasciata a Francesca Mannocchi e trasmessa da Propaganda Live.
Nell'ottobre 2020 è stato arrestato dal governo libico di Fayez al-Sarraj per traffico di esseri umani e per contrabbando di carburanti, ma nell'aprile 2021 è stato rilasciato per mancanza di prove.
Nel pomeriggio del 31 agosto 2024 viene assassinato da ignoti uomini armati nei pressi dell'Accademia navale di Gianzur.